# Saint-Laurent-les-Bains
Saint-Laurent-les-Bains är en kommun i departementet Ardèche i regionen Auvergne-Rhône-Alpes i sydöstra Frankrike. Kommunen ligger  i kantonen Saint-Étienne-de-Lugdarès som ligger i arrondissementet Largentière. År 2018 hade Saint-Laurent-les-Bains 138 invånare.

## Befolkningsutveckling
Antalet invånare i kommunen Saint-Laurent-les-Bains
Referens: INSEE